# Cymatopsygma flabelliferum
Cymatopsygma flabelliferum är en insektsart som beskrevs av Karsch 1896. Cymatopsygma flabelliferum ingår i släktet Cymatopsygma och familjen Thericleidae. Inga underarter finns listade i Catalogue of Life.